# パパ・ブバ・ディオプ
パパ・ブバ・ディオプ（Papa Bouba Diop, 1978年1月28日 - 2020年11月29日）はセネガル・ダカール出身のサッカー選手である。ポジションはMF（センターハーフ）。

## 来歴
2002 FIFAワールドカップでフランスを破るゴールを挙げた選手としても知られる。2013年1月に現役を引退。
その後はシャルコー・マリー・トゥース病または筋萎縮性側索硬化症を患っていたが、2020年11月29日にフランスで死去したと報じられた。

## 代表歴

### 出場大会
- セネガル代表
  - 2002年 アフリカネイションズカップ（準優勝）
  - 2002年 FIFAワールドカップ
  - 2004年 アフリカネイションズカップ
  - 2006年 アフリカネイションズカップ
  - 2008年 アフリカネイションズカップ

### 試合数
- 国際Aマッチ 63試合 11得点（2001年-2008年）[3]

| セネガル代表 | 国際Aマッチ | 国際Aマッチ |
| 年           | 出場        | 得点        |
| ------------ | ----------- | ----------- |
| 2001         | 5           | 1           |
| 2002         | 14          | 5           |
| 2003         | 7           | 1           |
| 2004         | 14          | 3           |
| 2005         | 5           | 0           |
| 2006         | 11          | 1           |
| 2007         | 4           | 0           |
| 2008         | 3           | 0           |
| 通算         | 63          | 11          |

## タイトル
- グラスホッパー

スーパーリーグ(1):2001
- ポーツマス

FAカップ (1):2008